# Лихтенштейн, Альфред Роман
Альфред Роман фон унд цу Лихтенштейн (нем. Alfred Roman Prinz von und zu Liechtenstein, 6 апреля 1875, Вена, Австрия — 25 октября 1930, замок Вальдштайн Беггау, Штирия, Австрия) — принц дома Лихтенштейнов, и.о. премьер-министра Лихтенштейна (1928).

## Биография
Альфред родился 6 апреля 1875 года. Он был четвертым сыном принца Альфреда Лихтенштейнского (1842—1907) и Генриетты Лихтенштейской (1843—1931), дочери Алоиза II Лихтенштейнского. Он был назван в честь отца.
Детство он провел в Штирии. В 1876 году, в возрасте одного года, он был посвящён в рыцари Суверенного Мальтийского ордена. В качестве частного ученика он поступил в Шоттенгимназию в Вене в 1885 году и сдал экзамен на аттестат зрелости в 1893 году. После учёбы он поступил на военную службу. Он вступил в Императорский и Королевский драгунский полк № 5 в качестве добровольца сроком на один год. После сдачи офицерского экзамена в 1894 году, он в 1895 году был произведен в поручики запаса и переведен в 12-й уланский полк. 
В 1894 году он также принял обеты в Мальтийском ордене. В 1896 году он вернулся на службу. Он и его полк дислоцировались в Будапеште, Штульвайсенбурге и Тульне-ан-дер-Дунау. В 1901 году он был повышен до звания старшего лейтенанта.  С 1905 по 1908 год он служил командиром взвода в Императорском и Королевском лейб-гвардии кавалерийском эскадроне, а затем вернулся в Уланский полк. После временного отпуска в 1910 году, он перешел в запас.
После начала Первой мировой войны в 1914 году, он был произведен в ротмистры запаса. Уже в первые месяцы войны он получил осколочный перелом в колене при падении с лошади и был вынужден перенести операцию в венском санатории. Негодный к службе на фронте, он служил в госпитальном поезде Мальтийского ордена. В 1916 году он вернулся на фронт. После окончания войны он посвятил себя управлению своим родовым поместьем в Штирии.
В 1928 году исполнял обязанности премьер-министра Лихтенштейна. Последние годы своей жизни он провел в замке Вальдштейн, где неожиданно скончался 25 октября 1930 года. Его тело было перевезено во Вранау и похоронено в семейном склепе.

## Брак и потомство
Был женат на Марии Терезии, принцессе Эттинген-Валлерштейнской (1887—1971), с которой у него было четверо детей:
- Принцесса Мария (21 марта 1913 — 10 января 1992), замужем не была, детей не оставила.
- Принц Иоганн Баптист (Ханс-Мориц) (6 августа 1914 — 3 февраля 2004), женат на Клотильде Турн-и-Таксис (1922—2009), дочери Карла Августа Турн-н-Таксиса, 7 детей
  - Принцесса Димут Маргарет Мария Бенедикта Анна (род. 1 апреля 1949), 29 июня 1982 года вышла замуж за Ульриха Кёстлина (род. 1952). У них родились сын и дочь.
  - Принц Гундакар Альберт Альфред Петрус (род. 1 апреля 1949), в 1989 году заключил брак с Марией Орлеанской (род. 1959). В браке родилось пятеро детей.
  - Принц Альфред Генрих Михель Бенедикт Мария (род. 17 сентября 1951), в 2002 году, заключил брак с Рафаэллой Санджорджи (род. 1966). Супруги развелись в 2007 году. Брак был бездетным.
  - Принцесса Адельгунда Мария Анна Тереза Мафальда Элеонора (род. 10 августа 1953), незамужняя. Детей нет.
  - Принц Карл Эммеран Дуарте Йоханнес Теобальд Бенедикт (род. 1 июля 1955), не женат. Бездетен.
  - Принцесса Мария Элеонора Бернадетта Хильдегард (род. 14 ноября 1958), незамужняя. Детей нет.
  - Принц Хуго Карл Август (род. 20 февраля 1964), заключил брак с Анабеллой Ольмайер в 1998 году. Позже пара развелась. В браке родилась единственная дочь.
- Принц Генрих (5 августа 1916 — 17 апреля 1991), женат на Елизавете Австрийской (1922-1993), 5 детей
  - Принц Винченц Карл Альфред Мария Михаэль (30 июля 1950 — 14 января 2008), австрийский политик. 7 марта 1981 года женился на Элен Эрмини Марии Гиацинте де Коссе-Бриссак. В браке родилось две дочери.
  - Принц Михель Карл Альфред Мария Феликс Мориц (род. 10 октября 1951), в 1986 году женился на Хильдегард Берта Петерс. У них есть две дочери.
  - Принцесса Шарлотта Мария Бенедикта Элеонора Адельхайд (род. 3 июля 1953), 31 августа 1979 года вышла замуж за Питера ван дер Била (1926—1999), государственного деятеля Родезии. В браке родились три сына.
  - Принц Кристоф Карл Альфред Мария Михель Хуго Игнатиус (род. 11 апреля 1956), не женат. Бездетен.
  - Принц Карл Мария Альфред Михаэль Георг (род. 31 августа 1957), в 2009 году женился на Габриэле Прашль-Бихлер (род. 1958). Детей у них нет.
- Принцесса Элеонора (28 мая 1920 — 30 мая 2008), замужем не была, детей не оставила.